# HNLMS O 20
Le HNLMS O 20 ou Hr.Ms. O 20 est un sous-marin de la classe O 19 de la Koninklijke Marine qui a servi pendant la Seconde Guerre mondiale.
Le O 20, avec son navire jumeau (sister ship) O 19, ont été les premiers sous-marins au monde à être équipés d'un schnorchel qui permettait au sous-marin de faire fonctionner ses moteurs diesel tout en étant immergé,.

## Conception
Les moteurs diesel du HNLMS O 20 ont été construits sous licence de la société suisse Sulzer par la Koninklijke Maatschappij De Schelde à Flessingue. Il était équipé de mitrailleuses Bofors de 40 mm, qui pouvaient être rangées dans des compartiments étanches devant et derrière la tour de commandement (kiosque), tout comme les sous-marins de la classe O 12. Le HNLMS O 20 était également équipé d'impulsions sonores provenant de Atlas Werke de Brême, en Allemagne, qui étaient alors considérées comme les meilleures au monde.

## Histoire
Le quille du O 20 a été posée le 15 juin 1936 sous le nom de K XX. Après quoi, elle a été rebaptisée O 20. Le O 20 a été lancé le 31 janvier 1939, et le 28 août de la même année, il a été mis en service dans la marine néerlandaise.
Le O 20 a été placé dans un escadron composé de deux sous-marins :le O 20 et le O 15, et le sloop Van Kinsbergen. Cet escadron a quitté les Pays-Bas pour les Antilles néerlandaises le 2 ou le 3 octobre 1939.
En décembre 1939, le O 20 atteint les Indes orientales néerlandaises par le canal de Panama.

### Seconde Guerre mondiale
Le 10 mai 1940, l'Allemagne a attaqué les Pays-Bas. Le 7 décembre 1941, l'attaque japonaise sur Pearl Harbor fait entrer les États-Unis dans la guerre. Les Pays-Bas ont suivi quelques heures plus tard. Au début du mois de décembre 1941, le O 20 était stationné à la base de sous-marins de Singapour et était sous le commandement de la British Eastern Fleet (flotte britannique de l'Est).
Le 14 décembre 1941, le O 20 a reçu l'ordre de patrouiller dans la mer de Chine méridionale. Lorsque deux cuirassés et six croiseurs ont été aperçus, le O 20 et le O 19 ont reçu l'ordre de prendre position sur les navires ennemis. Les deux sous-marins se séparèrent en route vers la cible lorsque 13 transports furent repérés au large de Patani, en Thaïlande, et 20 autres au large de Kota Bharu, en Malaisie.
Grâce à un nouvel itinéraire de patrouille, le O 20 a repéré des destroyers japonais au large du 17 au 19 décembre. Le 19 décembre à 7 heures, il a espionné deux transports japonais escortés par deux destroyers. En quelques heures, un troisième destroyer les a rejoints. Ces destroyers étaient le Ayanami, le Uranami et le Yūgiri.
A 11 heures, le O 20 a été repéré par les avions ennemis qui ont largué deux bombes sur le sous-marin et ont alerté les destroyers de sa présence. Le sous-marin a plongé et a pu éviter les bombes, mais les destroyers ont commencé à larguer des grenades sous-marines qui ont rapidement détruit le dispositif d'écoute du sous-marin et causé d'autres dégâts mineurs.
Les destroyers ont scanné la baie à la recherche du O 20, larguant huit grenades sous-marines toutes les demi-heures. Certaines de ces charges ont explosé directement au-dessus du sous-marin, mais elles étaient réglées pour exploser à une profondeur trop faible pour l'endommager gravement (il s'est avéré que le réglage le plus profond suivant aurait enterré les charges dans la vase).
Afin de s'échapper, le commandant a ordonné d'avancer à pleine vitesse avec tous les avions en vue, mais le O 20 s'était embourbé dans la vase. Un réservoir d'air a été vidé pour tenter de détacher le sous-marin du fond de la mer, mais il a aussi fini par alerter les destroyers de la position du O 20 en libérant des bulles.
Cette nuit-là, le commandant a tenté de faire surface pour s'échapper à pleine vitesse, mais il a été détecté par un nouveau sonar japonais. Deux autres réservoirs sont expulsés, le sous-marin a fait surface à un angle de 25° et les moteurs ont été mis à pleine vitesse. En raison de certains défauts préexistants, le O 20 commença à prendre l'eau au niveau des arbres des hélices.
L'écoutille a été ouverte et, comme aucun navire ennemi n'était en vue, les mitrailleuses n'étaient ni habitées par ses servants ni préparées. Le commandant a décidé de vider un réservoir de carburant afin de pouvoir s'échapper encore plus rapidement, ce qui a fait monter le sous-marin encore plus haut sur l'eau, exposant les tuyaux d'échappement du diesel. En raison de dommages préexistants plus importants, ajoutés aux dommages causés par les grenades sous-marines, les tuyaux ont commencé à jaillir, donnant la position du O 20 à quiconque regardait dans sa direction. Le commandant a décidé de ne rien faire.
Après 20 minutes de course de cette manière, un des destroyers s'est rapproché, a repéré le O 20 avec son projecteur et a ouvert le feu. Le tir a été manqué. Le commandant a alors ordonné que les mitrailleuses soient occupées, et le navire a fait demi-tour pour tirer les torpilles. Il n'a pu se mettre en position qu'après la quatrième salve, qui a frappé la tour de contrôle (kiosque) et la coque principale. Le O 20 a riposté avec son canon de 40 mm. La torpille de bâbord a reçu l'ordre de tirer, mais en raison des vibrations extrêmes dues à la vitesse, les deux côtés ont tiré. Les deux torpilles ont manqué leur cible.
Le sous-marin étant très endommagé, le commandant a alors décidé qu'il n'y avait aucun espoir de fuite, et a ordonné que tout le monde soit sur le pont. Il a alors ordonné que le sous-marin soit sabordé en inondant tous les ballasts principaux. Le sous-marin est descendu sous l'eau, toujours à pleine vitesse, alors que l'équipage flottait au-dessus. Le destroyer, ne remarquant apparemment pas que l'équipage avait abandonné le navire, a suivi le sous-marin, coupant à travers l'équipage à 20 noeuds (37 km/h), et a largué des grenades sous-marines sur le sous-marin maintenant abandonné.
Après le lever du jour, le Uranami a sauvé les 32 survivants, après avoir largué des grenades sous-marines pendant le reste de la nuit pour éloigner les requins. Sept hommes, dont le commandant, ont été portés disparus. Le commandant était connu pour ne pas porté son gilet de sauvetage, ce qui pourrait être la cause des six autres décès. Une autre suggestion est que puisque les six hommes travaillaient tous dans la salle des machines, ils n'ont peut-être pas été avertis à temps pour évacuer le navire avant qu'il ne soit sabordé.

### L'épave
Le 12 juin 2002, un groupe de 7 plongeurs néerlandais associés a participé à une expédition de plongée pour localiser le O 20.
L'épave est située à environ 35 milles nautiques (65 km) au nord-est de Kota Baru, en Malaisie, à une profondeur d'environ 44 m. Les plongeurs rapportent que les mâts ne sont plus visibles, que le nez a disparu et que le pont a été si mal bombardé qu'on pouvait le voir à travers facilement. Les plongeurs ont récupéré un téléphone de pont du sous-marin afin de l'identifier de façon certaine, mais ont laissé l'épave tranquille, car il s'agissait probablement de la tombe de six marins et de leur commandant.

## Commandants
- Luitenant ter zee 1e klasse (Lt.Cdr.) Antonie Jacobus Bussemaker du 28 août 1939 au 9 novembre 1940
- Luitenant ter zee 1e klasse (Lt.Cdr.) Frederik Johan Adolf Knoops du 9 novembre 1940 au 1er mai 1941
- Luitenant ter zee 1e klasse (Lt.Cdr.) Pieter Gerardus Johan Snippe du 1er mai 1941 au 19 décembre 1941

## Palmarès
Le HNLMS O 20 n'a ni coulé, ni endommagé de navire ennemi pendant son service actif.